# Банстол
Банстол је фрушкогорско насеље које се налази на тромеђи општина Сремски Карловци, Инђија и Ириг. Има више од 3.000 сталних становника.

## Положај
Банстол обухвата делове оштина Сремски Карловци, Инђија и Ириг, односно делове насељених места Сремски Карловци, Чортановци, Марадик, Велика Ремета и Крушедол Село.
Насеље се налази на путу Инђија—Сремски Карловци.
Банстол је компактно насеље, које тренутно свака од три општине третира као викенд зону.

## Историја
Банстол је настао као викенд зона подножја Фрушке горе, где је у доба социјализма саграђено 7—8 хиљада викендица.
У претходне три деценије, овде се стално настанило више од 3.000 људи, углавном прогнаника из Хрватске и Босне и Херцеговине.
Становници дела Банстола који припада општини Инђија покренули су иницијативу да то некадашње викенд насеље буде нова месна заједница општине Инђија. Иницијативу коју је покренуло удружење „Клуб свих генерација” је подржало Општинско веће општине Инђија крајем априла 2016. године када су на седници, тадашњи већници, подржали  покретање  процедуре за формирање месне заједнице од дела насеља које припада Инђији. Међутим, променом власти исте године по свему судећи до реализације ове иницијативе није дошло.
2017—2018. године на Банстолу је изграђена црква Благе Марије, у руском стилу. Црква је изграђена на делу Банстола који припада општини Сремски Карловци, иницијатор је такође било удружење „Клуб свих генерација”.

## Инфраструктура
Банстол нема изграђену водоводну и канализациону мрежу.